# Liebesgeschichte der schönen Magelone und des Grafen Peter von Provence
Liebesgeschichte der schönen Magelone und des Grafen Peter von Provence ist eine Erzählung des Romantikers Ludwig Tieck, die 1797 erschien. Sie geht auf eine Vorlage zurück, die 1527 von Veit Warbeck aus einem französischen Ritterroman übersetzt wurde (siehe Die schöne Magelone). Ludwig Tieck schrieb 1803 noch ein Drama dazu, das unvollendet blieb.

## Handlung (Erzählung Ludwig Tiecks)
Der Grafensohn Peter von Provence zieht auf Rat eines Sängers fort, um die Welt kennenzulernen. In Neapel beeindruckt er als unbekannter Ritter auf dem Turnier die Königstochter Magelone. Als Sieger darf er ihr gegenübersitzen, sie tauschen heimlich über ihre Amme Botschaften, er besucht sie und schenkt ihr drei Ringe. Ihr Vater will sie mit einem berühmten Ritter vermählen und gibt noch ein Turnier, doch Peter siegt wieder. Er stellt Magelone auf die Probe, sagt, er müsse abreisen. Sie flieht mit ihm. Als sie müde wird, rasten sie im Wald. Ein Rabe stiehlt die drei Ringe, die Peter bei der Schlafenden findet. Beim Versuch, sie aus dem Wasser zu fischen, wird Peter in einem Kahn aufs Meer getrieben. Heiden bringen ihn zum Sultan, wo er angesehener Gärtner wird. Als dessen Tochter Sulima sich heimlich mit ihm treffen will, flieht er und kommt durch Fischer gerade zu der Wiese, wo Magelone bei einem Schäfer lebt. Er erzählt ihr alles, sie gibt sich zu erkennen. Sie reisen froh zu seinen Eltern. Auf der Wiese bauen sie einen Sommerpalast.

## Formale Gliederung
Tieck schmückt jedes der 18 Kapitel mit einem Lied, das meist von Peter gesungen wird. Die erste Hälfte führt das Paar zusammen (nach drei Kapiteln ist er von daheim weg, nach sechs hat er ihr den Ring geschenkt, nach neun ist klar, dass sie fliehen), die zweite Hälfte auseinander und wieder zusammen (nach zwölf Kapiteln sind sie getrennt, nach 15 kommt er wieder zu Christen, im letzten finden sie sich). Das wiedergefundene Glück am Schluss korrespondiert mit der Eingangsrede des Autors, die das erste Kapitel ausmacht, über die Vergänglichkeit allen Glücks, das doch wiederkehrt, was der Autor auch auf seine Wiederbelebung des Märchens bezieht.

## Vergleich mit dem Original
Laut Edward Mornin wurde Veit Warbecks Originaltext von Tieck zugunsten der Liebesgeschichte gekürzt, viele Gebete u. ä. gestrichen. Die verlassene Magelone spinnt einsam vor der idyllischen Schäferhütte, anstatt nach Rom zu pilgern und ein Spital und eine Kirche zu gründen. Die Sprache ist im Original gegenständlicher, Tieck lässt oft Stimmungen durch Beschreibung der Umgebung sprechen.

## Vertonung
Johannes Brahms vertonte in seinem opus 33 unter dem Titel Fünfzehn Romanzen, Magelone-Lieder für eine Singstimme und Klavier Texte aus Ludwig Tiecks Werk und widmete die Lieder dem Sänger und Gesangspädagogen Julius Stockhausen.